# Louis De Sadeleer
Louis Marie Joseph De Sadeleer (* 6. Oktober 1852 in Haaltert, Ostflandern, Belgien; † 6. Mai 1924 in Brüssel) war ein belgischer Diplomat und Politiker der Katholischen Partei.

## Biografie
Nach dem Schulbesuch studierte er Rechtswissenschaft und promovierte zum Doktor der Rechtswissenschaften. Seine politische Laufbahn begann er 1878, als er bis 1884 sowohl zum Mitglied des Gemeinderates von Haaltert als auch bis 1882 zum Mitglied des Rates der Provinz Ostflandern gewählt wurde.
1882 wurde er erstmals zum Mitglied der Abgeordnetenkammer gewählt und vertrat in dieser bis 1912 die Interessen der Katholischen Partei. In der Folgezeit war er zunächst Sekretär und Vizepräsident, ehe er zwischen dem 18. Juli 1900 und dem 8. November 1901 schließlich Präsident der Abgeordnetenkammer war. 1910 wurde er von König Albert I. zum Sondergesandten und Bevollmächtigten Minister in Portugal ernannt. Nach seinem Ausscheiden aus der Abgeordnetenkammer wurde er am 14. August 1912 für seine Verdienste mit dem Ehrentitel Staatsminister ausgezeichnet und Mitglied des Senats.
De Sadeleer beschäftigte sich während seiner langjährigen Parlamentszugehörigkeit insbesondere mit Fragen der Außenpolitik und wurde 1913 zum Vorsitzenden eines Schiedsgerichts in Port-au-Prince ernannt, um den seit dem Markomannia-Zwischenfall von 1902 bestehenden diplomatischen Konflikt zwischen Haiti und dem Deutschen Kaiserreich zu lösen. Nach Beginn des Ersten Weltkrieges begab er sich im September 1914 auf eine Sondermission in das Vereinigte Königreich sowie die Vereinigten Staaten, um Unterstützung für Errichtung von Fonds und Hilfsprogrammen für die belgische Bevölkerung zu erhalten.